# أريغارون ريشي المقاطع
أريغارون ريشي المقاطع (الاسم العلمي: Erigeron pinnatisectus) هو نوع من النباتات يتبع جنس الأريغارون من الفصيلة النجمية.